# ロマンス (ドヴォルザーク)
ロマンス ヘ短調 作品 11 (B. 39) は、アントニン・ドヴォルザークが作曲し1879年に出版された、ヴァイオリンと管弦楽のための単一楽章の作品である。

## 歴史
この曲は、当時プラハ仮劇場管弦楽団のコンサートマスターだったヨゼフ・マルクス（Josef Markus）の依頼で書かれた。マルクスはジョフィン宮殿で年1回開かれるオーケストラのコンサートで演奏しようとしており、実際に1877年12月9日に開かれたそのコンサートでアドルフ・チェフの指揮により初演された。
ドヴォルザークは弦楽四重奏曲第5番の緩徐楽章 アンダンテ・コン・モート・クワジ・アレグレット（Andante con moto quasi allegretto）をこの作品の元とした。なお、この四重奏曲はまだ彼が広く知られていなかった1873年に作曲されたものであるが、ドヴォルザークの生存中は演奏も出版もされていない。これは、同曲を献呈するつもりだったと見られるヴァイオリニスト・アントニン・ベネヴィッツ（もしくはメンバーのヨゼフ・ポルトハイム（Josef Portheim））が演奏を拒否したためと考えられる（ドヴォルザークは同曲の表紙を引き裂いたうえ知人に渡し、事実上封印した。出版は1929年）。
ドヴォルザークはこの作品のピアノ伴奏版を書いている。これはヴァイオリン奏者フランティシェク・オンドジーチェクへ献呈されたが、ドヴォルザークの生存中には出版されていない。管弦楽伴奏版、およびドヴォルザークの友人ヨゼフ・ズバティによるヴァイオリンとピアノへの編曲版(B. 38)は、1879年にドイツの出版社ジムロックから出版された。

## 楽器編成
- 木管楽器
フルート2、オーボエ2、クラリネット（B管）2、ファゴット2
- 金管楽器
ホルン2
- 弦楽器
独奏ヴァイオリン、第1ヴァイオリン、第2ヴァイオリン、ヴィオラ、チェロ、コントラバス [1][2]

## 楽曲構成
演奏時間は約12分。
アンダンテ・コン・モート（Andante con moto）、ヘ短調、ソナタ形式。
弦楽四重奏曲第5番からの引用である優美な旋律が、似た特徴をもつ対比調の主題を導き出す。不安定な主題がそのあとに続き、オーケストラによる耳障りな和音の挿入部に入る。やがて、最初の穏やかな雰囲気が優勢になり、主題が戻って来る。曲の最後はヘ長調で終わる。